# شریک زندگی (فیلم)
شریک زندگی فیلمی به کارگردانی سید علی خوش‌نشین و نویسندگی تیرداد سخایی و ربابه هاشمیان محصول سال ۱۳۷۳ است.

## خلاصه داستان
نوری که قبلاً از همسرش مهری جدا شده، بار دیگر با او ازدواج می‌کند. آنها در کارخانه رنگ سازی شان نصف به نصف شریکند. از طرفی حیدر نگهبان کارخانه، که به دروغ طی نامه‌هایی به دخترش در آمریکا، خود را مدیرعامل معرفی کرده، با شنیدن خبر ورود دخترش بی بی گل و شوهر او اسدی به ایران، بیمار می‌شود. نوری و مهری به همراه خواهر نوری، تصمیم می‌گیرند به‌طور موقت، حیدر را به عنوان مدیرعامل به دختر و دامادش معرفی کنند. ماجرا به خوبی پیش می‌رود تا آن که میرزایی حسابدار کارخانه، خبر ورشکستگی کارخانه را پیش می‌کشد. نوری و مهری برای جلوگیری از ورشکستگی، تصمیم به فروش کارخانه می‌گیرند و بی بی گل و اسدی، برای خرید کارخانه اظهار تمایل می‌کنند. اما روزی که قرار است معامله صورت بگیرد، میرزایی که از رفتارش پشیمان شده، اعتراف می‌کند که به قصد خرید کارخانه، به عمد صورت‌های مالی را دستکاری کرده است. بی بی گل و اسدی که از طریق میرزایی شغل اصلی حیدر را فهمیده‌اند، تصمیم می‌گیرند در ایران ماندگار شوند و نیمی از سهم کارخانه را از نوری و مهری بخرند.

## بازیگران
- فرامرز قریبیان
- مهشید افشارزاده
- مهین شهابی
- رضا بابک
- بهزاد رحیم خانی
- محمود بصیری
- گیتی ساعتچی
- منوچهر والی زاده
- محمد ورشوچی
- فرحناز منافی ظاهر
- داوود قاسمی
- اکبر دودکار
- سلیم رسولی
- ضیاء شجاعی مهر
- محمد صادق پور
- غلامعلی خانی
- نازنین خانی
- هراند هاکوپیان
- مجید میرزاییان
- زهره یزدی